# Championnat d'Écosse de football 1977-1978
Navigation
Édition précédente Édition suivante
La 81e édition du championnat d'Écosse de football est remportée par le Rangers Football Club. C’est le 37e titre de champion du club de Glasgow. Les Rangers l’emportent avec 2 points d’avance sur Aberdeen FC. Dundee United complète le podium.
Le système de promotion/relégation reste en place: descente et montée automatique, sans matchs de barrage pour les deux derniers de première division et les deux premiers de deuxième division. Ayr United et Clydebank FC descendent en deuxième division. Ils sont remplacés pour la saison 1978/79 par Heart of Midlothian et Greenock Morton.
Avec 25 buts marqués en 36 matchs,  Derek Johnstone du Rangers Football Club remporte pour la première fois le classement des meilleurs buteurs du championnat.

## Les clubs de l'édition 1977-1978
| \| Aberdeen FC Glasgow · Celtic - Rangers-Partick Thistle FC Dundee United Hibernian FC Ayr United Motherwell FC Saint Mirren Clydebank FC \| Localisation des clubs engagés dans le championnat. |
| Aberdeen FC Glasgow · Celtic - Rangers-Partick Thistle FC Dundee United Hibernian FC Ayr United Motherwell FC Saint Mirren Clydebank FC                                                           |

| Club                          | Ville      |
| ----------------------------- | ---------- |
| Aberdeen Football Club        | Aberdeen   |
| Ayr United Football Club      | Ayr        |
| Celtic Football Club          | Glasgow    |
| Clydebank Football Club       | Clydebank  |
| Dundee United Football Club   | Dundee     |
| Hibernian Football Club       | Leith      |
| Motherwell Football Club      | Motherwell |
| Partick Thistle Football Club | Glasgow    |
| Rangers Football Club         | Glasgow    |
| Saint Mirren Football Club    | Paisley    |

## Compétition

### Classement
Le classement est établi sur le barème de points classique (victoire à 2 points, match nul à 1, défaite à 0).
| Rang | Équipe             | Pts | J  | G  | N | P  | Bp | Bc | Diff |
| ---- | ------------------ | --- | -- | -- | - | -- | -- | -- | ---- |
| 1    | Rangers FC C       | 55  | 36 | 24 | 7 | 5  | 76 | 39 | +37  |
| 2    | Aberdeen FC        | 53  | 36 | 22 | 9 | 5  | 68 | 29 | +39  |
| 3    | Dundee United      | 40  | 36 | 16 | 8 | 12 | 42 | 32 | +10  |
| 4    | Hibernian FC       | 37  | 36 | 15 | 7 | 14 | 52 | 43 | +9   |
| 5    | Celtic FC T        | 36  | 36 | 15 | 6 | 15 | 63 | 54 | +9   |
| 6    | Motherwell FC      | 33  | 36 | 13 | 7 | 16 | 45 | 52 | -7   |
| 7    | Partick Thistle FC | 33  | 36 | 14 | 5 | 17 | 52 | 64 | -12  |
| 8    | Saint Mirren P     | 30  | 36 | 11 | 8 | 17 | 52 | 63 | -11  |
| 9    | Ayr United         | 24  | 36 | 9  | 6 | 21 | 36 | 68 | -32  |
| 10   | Clydebank FC P     | 19  | 36 | 6  | 7 | 23 | 23 | 64 | -41  |

| Légende : Qualifications et relégations | Légende : Qualifications et relégations                                        |
| --------------------------------------- | ------------------------------------------------------------------------------ |
|                                         | Coupe d'Europe des Clubs champions 1978-1979                                   |
|                                         | Coupe d'Europe des vainqueurs de coupe 1978-1979                               |
|                                         | Coupe UEFA 1978-1979                                                           |
|                                         | Relégation en deuxième division                                                |
|                                         | T : Tenant du titre C : Vainqueurs de la Coupe d'Écosse de football P : Promus |

## Bilan de la saison
| Tableau d'Honneur                |            |
| Compétition                      | Vainqueur  |
| Championnat d'Écosse de football | Rangers FC |
| Coupe d'Écosse de football       | Rangers FC |

| Promotions et relégations |                                     |
| Promus                    | Heart of Midlothian Greenock Morton |
| Relégués                  | Ayr United Clydebank FC             |

## Statistiques

### Meilleur buteur
- Derek Johnstone, Rangers Football Club 25 buts